# ウェスリー・キリング
ウェスリー・キリング（英語: Wesley Killing、1993年1月11日 - ）は、カナダ、ウッドストック出身、日本の男性フィギュアスケート選手(ペア)。パートナーは小野眞琳。2015年全日本選手権2位。

## 経歴
オンタリオ州、ウッドストック生まれ。
2012-13シーズン、ジュリア・マーサーとペアを組み、カナダ選手権のジュニアクラスで8位となる。2013-14シーズン、タラ・ハンチェローとペアを結成、JGPコシツェで5位、JGPタリン杯で6位となる。世界ジュニア選手権では7位入賞する。
2015-16シーズン、小野眞琳とペアを組み日本所属となる。全日本選手権では2位に入った。メンターネスレネスクイックトルン杯では5位となる。

## 主な戦績
- 2012-13シーズンはジュリア・マーサーとペア（カナダ所属）
- 2013-14シーズンはタラ・ハンチェローとペア（カナダ所属）
- 2015-16シーズン以降は小野眞琳とペア（日本所属）

| 大会/年            | 2012-13 | 2013-14 | 2015-16 | 2016-17 |
| ------------------ | ------- | ------- | ------- | ------- |
| 全日本選手権       |         |         | 2       | 3       |
| アジアフィギュア杯 |         |         |         | 4       |
| ネスレ杯           |         |         | 5       |         |
| 世界Jr.選手権      |         | 7       |         |         |
| カナダ選手権       | 8 J     | 7 J     |         |         |
| JGPタリン杯        |         | 6       |         |         |
| JGPコシツェ        |         | 5       |         |         |

### 詳細
| 2016-2017 シーズン    |                                              |         |         |          |
| 開催日                | 大会名                                       | SP      | FS      | 結果     |
| 2016年12月22日 - 25日 | 第85回全日本フィギュアスケート選手権（門真） | 3 45.54 | 3 90.52 | 3 136.06 |
| 2016年8月4日 - 7日    | 2016年アジアフィギュア杯（マニラ）           | 3 43.86 | 4 81.60 | 4 125.46 |

| 2015-2016 シーズン    |                                                    |         |         |          |
| 開催日                | 大会名                                             | SP      | FS      | 結果     |
| 2016年1月6日 - 10日   | 2016年メンターネスレネスクイックトルン杯（トルン） | 5 43.39 | 5 86.48 | 5 129.87 |
| 2015年12月24日 - 27日 | 第84回全日本フィギュアスケート選手権（札幌）       | 2 45.94 | 2 87.28 | 2 133.22 |

| 2013-2014 シーズン   |                                                         |         |         |          |
| 開催日               | 大会名                                                  | SP      | FS      | 結果     |
| 2014年3月10日 - 16日 | 2014年世界ジュニアフィギュアスケート選手権（ソフィア）  | 8 42.35 | 7 86.33 | 7 128.68 |
| 2014年1月9日 - 15日  | カナダフィギュアスケート選手権 ジュニアクラス（オタワ） | 7 41.55 | 6 74.67 | 7 116.22 |
| 2013年10月9日 - 13日 | ISUジュニアグランプリ タリン杯（タリン）                | 5 48.30 | 6 76.14 | 6 124.44 |
| 2013年9月11日 - 15日 | ISUジュニアグランプリ コシツェ（コシツェ）              | 5 46.96 | 6 76.51 | 5 123.47 |

| 2012-2013 シーズン   |                                                           |         |         |         |
| 開催日               | 大会名                                                    | SP      | FS      | 結果    |
| 2013年1月13日 - 20日 | カナダフィギュアスケート選手権 ジュニアクラス（ミシサガ） | 7 35.43 | 8 60.35 | 8 95.78 |

## プログラム使用曲
| シーズン  | SP                                                                       | FS                                                           |
| --------- | ------------------------------------------------------------------------ | ------------------------------------------------------------ |
| 2016-2017 | 仮面舞踏会 作曲：アラム・ハチャトゥリアン                                | シルク・ドゥ・ソレイユ『コルテオ』より                       |
| 2015-2016 | 映画『インターステラー』より 作曲：ハンス・ジマー 振付：Mishelle Wheeler | レイ・ミー・ダウン 演奏：サム・スミス 振付：Mishelle Wheeler |
| 2013-2014 | ある恋の物語 作曲：ペレス・プラード                                      | タイスの瞑想曲 作曲：ジュール・マスネ                        |